# Oratoire de l'Assomption de Naples
L'oratoire de l'Assomption (oratorio dell'Assunta), ou grande chapelle de l'Assomption ou encore oratoire des Artistes, est une chapelle baroque du cœur historique de Naples inscrit au patrimoine mondial de l'UNESCO. C'est l'un des cinq oratoires de l'ancien  couvent des oratoriens et de l'église de la Nativité de Marie, ou chiesa dei Girolamini (des  oratoriens). Elle est toujours affectée au culte par l'archidiocèse de Naples et elle est dédiée à l'Assomption de Marie.

## Histoire et description
Cette longue chapelle, construite à partir de 1590, servait de lieu de culte aux artistes napolitains qui entretenaient cette chapelle, puis également aux marchands qui possédaient un autre oratoire dit des Marchands (oratorio dei Mercanti) au sein du couvent. Les deux congrégations fusionnent ensuite pour former la congrégation de l'Assomption de la Bienheureuse Vierge Marie.
L'oratoire est accessible de l'église des Girolamini par une porte donnant sur la nef de droite et à une porte de l'ancien couvent donnant via Duomo.
L'oratoire est entièrement recouvert de fresques baroques en trompe-l'œil du XVIe siècle et du XVIIe siècle.
Au-dessus de l'autel surmonté d'un fronton triangulaire à la grecque se trouve un tableau de la fin du XVIe siècle représentant l'Assomption de la Vierge attribué à Fabrizio Santafede. Les fresques du XVIIIe siècle sont attribuées à Giuseppe Funaro et à Crescenzo Gamba, ce dernier auteur de la fresque de la voûte.